# ワッハーブ派
ワッハーブ派(アラビア語: وهابية, Wahhābiyyah、英: Wahhabism)は、18世紀にアラビア半島内陸のナジュドに起こったイスラム教の改革運動による宗派である。宗派としてはスンナ派に属するが、その下位宗派に数えられる場合もある。法学的には、イスラム法学派のうち厳格なことで知られるハンバル派に属する。
また、ワッハーブ主義は第一次ワッハーブ王国（または第一次サウード王国）などによるアラビア半島諸国の統一とオスマン帝国への反発に貢献した。

## 概要
創始者はムハンマド・イブン・アブドゥルワッハーブ（ワッハーブ）。一般にイスラム原理主義として知られている復古主義・純化主義的イスラム改革運動の先駆的な運動であると評価される。
ワッハーブは、18世紀半ばに、コーランとムハンマドのスンナに戻り、イスラム教を純化することを説き、当時ナジュドで流行していた聖者崇拝、スーフィズムを、タクフィールにより異端者として激しく排撃した。
1745年にムハンマド・イブン＝アブドゥルワッハーブはワッハーブ派とナジュドの豪族であったサウード家のムハンマド・イブン・サウードとの間で盟約を結んだ。これ以降から現代にいたるまでサウード家はワッハーブ派の守護者となり、教えを受け入れてワッハーブ派を保護し、ワッハーブ派の運動を広げつつ勢力を拡大した。こうして形成されたサウード家の国家をワッハーブ王国と呼ぶが、19世紀初めにカルバラー、メッカを破壊して大虐殺を行った結果オスマン帝国と敵対してムハンマド・アリーに滅ぼされた。また、18世紀前半にはメッカ巡礼者サイイド・アフマドによってインドにも伝えられたが、1824年以後にシク教徒に対するジハードを宣言したが、彼の没後その勢力拡大を危惧したスンナ派・シーア派がイギリス当局とともにこれを抑圧して1870年代には消滅に至った。19世紀末には中国にも伝えられ、イフワーン派が形成されるも、イフワーン派はワッハーブ派を否定しており、ワッハーブ派に忠実なサラフィーヤ派と対立した。
20世紀初めにワッハーブ派のイフワーンと手を組んだサウード家のアブドゥルアズィーズ・イブン＝サウード（イブン・サウード）がリヤドを奪回してからワッハーブ派は国教として復興した。サウード王国がナジュドとヒジャーズを征服してサウジアラビア王国を建国すると、ワッハーブ派はシーア派が強いイエメンを除いたアラビア半島の大部分に広がった。さらに1979年、イラン革命が起こると危機感を抱いたサウジ王室との結びつきは、より鮮明となった。
ワッハーブ派は現在もサウジアラビアの国教であり、宗教警察が国民に対して目を光らせている。また、王家が国庫を私物化しているという不満を受け止める存在ともなっている。同国出身のオサマ・ビンラディンも元々ワッハーブ派に属する信徒であったとされる。
中央アジアのウズベキスタンなどではワッハーブ派というと特別な響きを持つ（反政府的な態度を取る人たちにレッテル張りをし、矮小化する為にこの言葉が使われている）。
ワッハーブ派はサウジアラビアの国教であるが、現代では法的権利擁護委員会などワッハーブ派がサウジアラビア政府から弾圧を受けていると主張する団体もある。
現在ではモスクで行われるウラマーの説法でもファトワーでも他国への侵略やテロを正当化するような発言をすれば公職追放などの厳しい処罰を受けるようになり、ワッハーブ派の唱えるジハードを主張すればサウジアラビア政府から弾圧されるという状況に追い込まれている。
また、西洋的人権擁護や女性の権利擁護など本来のワッハーブ派の主張と相容れない法制度が次々と施行され、反対すれば弾圧されるという状況になっている。
法的権利擁護委員会は弾圧され、イギリスに政治亡命した組織である。

## 特色
ワッハーブ派の三大理念として以下のものがある。
1. タウヒードの宣教
2. 勧善懲悪の実践
3. シャリーアの厳格な施行

ワッハーブ派はこれら三大理念の実施の結果、極めて厳格なシャリーア（イスラーム法）の遵守、聖地の聖廟の破壊などを行っている。
- アッラーフを除き、全ての崇拝対象は虚偽であり、それらを礼拝する者は、死に値する。
- 多くの人々は、アッラーフを信じず、聖人の霊廟訪問により神の恵みを受けようとしているが、これは虚偽である。
- アッラーフだけが人間の全ての秘密を知っているため、祈祷での預言者、聖人、天使等の名の言及は、多神教の徴候とされる。
- クルアーン及びスンナの規定に基づかなければ、何も認めてはならない。
- タビル（起源、最初への回帰）の方法、つまり、理性的又は象徴的・比喩的解釈の方法により、クルアーンを解釈することは禁じられる。
- 人間が意思の自由を持ち得るとの主張は、異端である。
- ムハンマドは、審判の日にアッラーフから赦しの許可を得る（スンナ派は、既に赦されていると考えている）。
- 女性は、過度に慟哭するため、埋葬地を訪れる権利を有さない。
- ムスリムは、以下の4つの休日だけを遵守すべきである。

1. イード・アル＝フィトル（バイラム祭）：ラマダーン月の断食終了を記念した斎明けの祝日
2. イード・アル＝アドハー（クルバン・バイラム）：メッカ巡礼（ハッジ）終了日の犠牲祭
3. アーシューラー：断食潔斎の日
4. ライラトゥ＝リ＝ムバラカ（権勢の夜）：全ての生物及び植物界がアッラーフに服従するラマダーン月の神秘の夜

- 預言者の誕生日を祝ってはならない。
- モスクに奉納することは禁じられる。